# Damase Arbaud
Damase Arbaud est un médecin et homme politique français, né à Manosque en 1814 et mort dans la même ville en 1876. 
Il est surtout connu pour son travail de collectage des chants provençaux (textes et partitions), paru dans les deux volumes du recueil Chants populaires de la Provence, en 1862 et 1864. Cet ouvrage est considéré comme l'une des plus importantes références dans le domaine des chants traditionnels de Provence.

## Biographie
Damase Arbaud naît à Manosque le 9 décembre 1814 (ou le 12 décembre selon certaines sources), et meurt, également à Manosque, le 30 mai 1876, dans sa maison du 26 boulevard Elémir Bourges. Son père est orfèvre, sa mère issue d'une famille de notaires. Il passe sa thèse de médecine (Fragments thérapeutiques) à Montpellier et devient médecin à 23 ans. A 29 ans, en 1843, il est nommé maire de Manosque par le roi Louis-Philippe, puis quitte cette charge lors de la révolution de 1848. Il est ensuite élu conseiller général à 38 ans ,. Il est nommé Chevalier de la Légion d'Honneur en 1847. Il s'intéresse beaucoup à l'histoire de sa ville et fait des recherches approfondies dans ce domaine. Une place de Manosque porte non nom.

## Chants populaires de la Provence
En 1851, l'homme politique bas-alpin Hippolyte Fortoul, né à Digne, est nommé ministre de l’Instruction publique, poste qu’il conserve jusqu’à sa mort. A ce poste, il se passionne pour les musiques régionales et ordonne à 212 érudits locaux, dont son ami Damase Arbaud, un travail de collectage systématique pour toute la France. Le premier tome lui est d'ailleurs dédié. Arbaud étant animé d'un idéal de pureté et de perfection des textes considérés par lui comme primitifs, il déclare que ces chansons provençales sont probablement chantées depuis de nombreux siècles (ce qui n'est pas le cas): « On comprendra combien de variantes plus ou moins heureuses il a fallu comparer, sur combien d'interpolations parasites il a fallu souffler, avant d'arriver au texte primitif »,
Cette idée préconçue le conduit à des choix difficiles entre plusieurs versions et parfois même à des remaniements, ce que l'ethnologue Georges Delarue lui reproche en 1973.
Le recueil est publié chez Makaire, imprimeur-éditeur, au 2, rue Pont-Moreau à Aix en Provence, puis de nouveau en 1972, chez Chantemerle, à Nyons. Arbaud précise dans le titre qu'il a recueilli et annoté ces chants, et qu'il est un correspondant du Ministère de l'Instruction Publique pour les travaux historiques.

### Graphie employée
L'auteur déclare avoir employé l'orthographe étymologique, qui est celle du Lexique Roman de François Just Marie Raynouard (1761-1836) et du Dictionnaire de la Langue d'Oc, de Simon-Jude Honnorat (1783-1852), mais s'est permis la licence de transformer les terminaisons féminines en a, en les écrivant systématiquement avec un o. Il prend appui pour cela sur la réelle prononciation de ces terminaisons, qui sont, en provençal, prononcées comme des voyelles situées entre a, o et le e muet en français, et non accentuées .

### Premier volume (1862)
- Les Gracis dei meissouniers (Les Grâces des moissonneurs).
- L’Anounciatien (L’Annonciation).
- Lou Premier Miracle (Le Premier Miracle).
- Nouvel (Noël).
- La Fuito en Egypto (La Fuite en Égypte).
- Lou Marri riche (Le Mauvais Riche).
- Legendo de Jesus-Christ (Légende de Jésus-Christ).
- Les Ourphelins (Les Orphelins).
- Belo Viergi courounado (Belle Vierge couronnée).
- Roumanço de Clotildo (Romance de Clotilde).
- La Pourcheireto (La Petite Porchère).
- La Nourriço dòu rei (La Nourrice du roi).
- Fanfarneto (La Pernette).
- Pierrot.
- La Doulento (La Dolente).
- Lou Moussi (Le Mousse).
- Liseto (Lisette).
- Louisoun (Louison).
- Les Tres Capitanis (Les Trois Capitaines).
- La Mau Marideio (La Mal Mariée).
- L’Auceou en gabiolo (L’Oiseau en cage).
- Lou Mau d’amour (Le Mal d’amour).
- La Novi vergougnouso (La Jeune Mariée honteuse).
- Lou Retour dòu proumes (Le Retour du fiancé).
- Ai rescountrat ma mio (J’ai rencontré ma mie).
- La Lano (La Laine).
- La Targo (La Targue).
- Les Fieroues (Les Quenouilles).
- Lou Mariagi dòu parpalhoun (Le Mariage du papillon).
- Lou Casteou de Parpignan (Le Château de Perpignan).
- Digo Jeanneto (Dis, Jeannette).
- La Cabro pardudo (La Chèvre perdue).
- Avem un beou casteou (Nous avons un beau château).
- La Roso de mai (La Rose de mai).

### Second volume (1864)
- La Passien de Jesus-Christ (La Passion de Jésus-Christ).
- La Counversion de santo Madaleno (La Conversion de sainte Madeleine).
- Santo Margarido (Sainte Marguerite).
- Sant Alexi (Saint Alexis).
- Lou Crucifix (Le Crucifix).
- La Muto (La Muette).
- Lou Pastis (Le Pâté de viande).
- Fluranço (Florence).
- La Filho dòu ladre (La Fille du larron).
- Lou Rei et soun pagi (Le Roi et son page).
- Belo calho (Belle caille).
- La Belo Margoutoun (La Belle Margot).
- La Moungeto (La Petite Religieuse).
- Les Transfourmatiens (Les Transformations).
- Lou Roussignòu messagier (Le Rossignol messager).
- Lou Premier Jour de mai (Le Premier Jour de mai).
- La Paysano (La Paysanne).
- La Vielho (La Vieille).
- Lou Jalous (Le Jaloux).
- Lou Carbounier (Le Charbonnier).
- L’Antoni ! (L’Antoine !)
- Lou roussignoou que volo (Le rossignol qui vole).
- Lou Reveil deis pescadours (Le Réveil des pêcheurs).
- Antoineto (Antoinette).
- Lou Rat (Le Rat).
- Lou Galant dins lou pous (Le Galant dans le puits).
- Les Bouffets (Les Soufflets)
- Garri malhuroux (Le Rat malheureux).
- Lou Gibous (Le Bossu).
- Vilaino bouitouso (Vilaine boiteuse).
- Les Filhetos de Touloun (Les Fillettes de Toulon).
- Cantinella in natali Domini (Cantilène pour la naissance du Seigneur).
- Planchs de Nouestro-Damo (Plaintes de Notre-Dame).